# Seven de Viña del Mar 2018
El Seven de Viña del Mar de 2018 fue un torneo de rugby 7 que se disputó del 12 al 14 de enero de 2018 en la sede de Old Mackayans en Viña del Mar (Chile).
Tuvo dos torneos, uno de selecciones en el marco del Sudamérica Rugby Sevens 2018 y clasificatorio para el mundial 2018, y otro de clubes.

## Copa de selecciones

### Equipos participantes
| Grupo A - Sudáfrica - Brasil - Irlanda - Paraguay | Grupo B - Chile - Alemania - Argentina - Canadá | Grupo C - Francia - Uruguay - Colombia - Estados Unidos |

### Resultados
Todos los partidos se encuentran en horario de Chile (UTC -4:00).

#### Primera jornada
Fase de grupos
| 13 de enero, 11:20 | Brasil | 14 - 14 | Irlanda | The Mackay School, Viña del Mar |  |

| 13 de enero, 11:40 | Sudáfrica | 29 - 0 | Paraguay | The Mackay School, Viña del Mar |  |

| 13 de enero, 12:00 | Uruguay | 17 - 14 | Colombia | The Mackay School, Viña del Mar |  |

| 13 de enero, 12:20 | Francia | 33 - 7 | Estados Unidos | The Mackay School, Viña del Mar |  |

| 13 de enero, 12:40 | Alemania | 24 - 12 | Argentina | The Mackay School, Viña del Mar |  |

| 13 de enero, 13:00 | Chile | 38 - 0 | Canadá | The Mackay School, Viña del Mar |  |

| 13 de enero, 14:40 | Brasil | 29 - 21 | Paraguay | The Mackay School, Viña del Mar |  |

| 13 de enero, 15:00 | Sudáfrica | 7 - 17 | Irlanda | The Mackay School, Viña del Mar |  |

| 13 de enero, 15:20 | Uruguay | 17 - 12 | Estados Unidos | The Mackay School, Viña del Mar |  |

| 13 de enero, 15:40 | Francia | 17 - 7 | Colombia | The Mackay School, Viña del Mar |  |

| 13 de enero, 16:00 | Alemania | 17 - 12 | Canadá | The Mackay School, Viña del Mar |  |

| 13 de enero, 16:20 | Chile | 17 - 15 | Argentina | The Mackay School, Viña del Mar |  |

| 13 de enero, 18:20 | Irlanda | 43 - 0 | Paraguay | The Mackay School, Viña del Mar |  |

| 13 de enero, 18:40 | Sudáfrica | 14 - 14 | Brasil | The Mackay School, Viña del Mar |  |

| 13 de enero, 19:00 | Colombia | 17 - 26 | Estados Unidos | The Mackay School, Viña del Mar |  |

| 13 de enero, 19:20 | Francia | 14 - 17 | Uruguay | The Mackay School, Viña del Mar |  |

| 13 de enero, 19:40 | Argentina | 31 - 12 | Canadá | The Mackay School, Viña del Mar |  |

| 13 de enero, 20:00 | Chile | 19 - 22 | Alemania | The Mackay School, Viña del Mar |  |

#### Segunda jornada
Cuartos de final
| 14 de enero, 11:50 | Irlanda | 7 - 5 | Argentina | The Mackay School, Viña del Mar |  |

| 14 de enero, 12:10 | Alemania | 12 - 26 | Sudáfrica | The Mackay School, Viña del Mar |  |

| 14 de enero, 12:30 | Uruguay | 14 - 7 | Brasil | The Mackay School, Viña del Mar |  |

| 14 de enero, 12:50 | Chile | 7 - 14 | Francia | The Mackay School, Viña del Mar |  |

Semifinales de trophy
| 14 de enero, 11:10 | Estados Unidos | 36 - 10 | Paraguay | The Mackay School, Viña del Mar |  |

| 14 de enero, 11:30 | Canadá | 5 - 19 | Colombia | The Mackay School, Viña del Mar |  |

Semifinales de 5.º puesto
| 14 de enero, 14:30 | Alemania | 12 - 5 | Brasil | The Mackay School, Viña del Mar |  |

| 14 de enero, 14:50 | Argentina | 14 - 7 | Chile | The Mackay School, Viña del Mar |  |

Semifinales de oro
| 14 de enero, 15:10 | Sudáfrica | 26 - 7 | Uruguay | The Mackay School, Viña del Mar |  |

| 14 de enero, 15:30 | Irlanda | 12 - 15 | Francia | The Mackay School, Viña del Mar |  |

11.º puesto
| 14 de enero, 17:20 | Paraguay | 5 - 43 | Canadá | The Mackay School, Viña del Mar |  |

9.º puesto
| 14 de enero, 17:40 | Estados Unidos | 14 - 12 | Colombia | The Mackay School, Viña del Mar |  |

7.º puesto
| 14 de enero, 18:00 | Brasil | 12 - 26 | Chile | The Mackay School, Viña del Mar |  |

5.º puesto
| 14 de enero, 18:40 | Alemania | 14 - 33 | Argentina | The Mackay School, Viña del Mar |  |

Final de plata
| 14 de enero, 19:00 | Uruguay | 5 - 12 | Irlanda | The Mackay School, Viña del Mar |  |

Final de oro
| 14 de enero, 19:50 | Sudáfrica | 34 - 7 | Francia | The Mackay School, Viña del Mar |  |

### Posiciones finales
| Posición | Selección      | Ptos |
| -------- | -------------- | ---- |
| 1        | Sudáfrica      | 22   |
| 2        | Francia        | 19   |
| 3        | Irlanda        | 17   |
| 4        | Uruguay        | 15   |
| 5        | Argentina      | 12   |
| 6        | Alemania       | 10   |
| 7        | Chile          | 8    |
| 8        | Brasil         | 7    |
| 9        | Estados Unidos | 5    |
| 10       | Colombia       | 3    |
| 11       | Canadá         | 2    |
| 12       | Paraguay       | 1    |

## Copa de clubes

### Equipos participantes
Clasificatorio
| Fase de clasificación 1 - Old Macks B - Toros - Universitario San Juan | Fase de clasificación 2 - Stade Francais - Los Troncos - Universitario Mendoza | Fase de clasificación 3 - Old Georgians - Seminario - Palermo Bajo | Fase de clasificación 4 - Universidad Católica - Old Navy RHC - Huazihul RC |

En negrita los equipos que avanzaron al cuadro principal.

#### Jornada de clasificación
- Old Macks B 26 - 7 Toros
- Stade Francais 33 - 0 Los Troncos
- Old Georgians 17 - 5 Seminario
- Universidad Católica 7 - 10 Old Navy RHC
- Toros 0 - 36 Universitario San Juan
- Los Troncos 7 - 12 Universitario Mendoza
- Seminario 0 - 33 Palermo Bajo
- Old Navy RHC 10 - 24 Huazihul RC
- Old Macks B 17 - 7 Universitario San Juan
- Stade Francais 20 - 12 Universitario Mendoza
- Old Georgians 14 - 12 Palermo Bajo
- Universidad Católica 0 - 12 Huazihul RC

### Cuadro principal[3]
| Grupo A - Old Mackayans - Old John's - Stade Francais | Grupo B - Córdoba Athletic - Old Reds - Old Macks B | Grupo C - Old Boys - Sporting RC - Huazihul RC | Grupo D - Los Tordos - UNI de Mar del Plata - Old Georgians |

En cursiva los equipos provenientes de la qualy.
| - Old Mackayans 12 - 7 Stade Francais - Córdoba Athletic 36 - 5 Old Macks B - Old Boys 24 - 0 Huazihul RC - Los Tordos 10 - 12 Old Georgians - Old Mackayans 19 - 12 Old John's - Córdoba Athletic 17 - 10 Old Reds - Old Boys 15 - 5 Sporting RC - Los Tordos 5 - 36 UNI de Mar del Plata - Old John's 19 - 14 Stade Francais - Old Reds 28 - 5 Old Macks B - Sporting RC 7 - 26 Huazihul RC - UNI de Mar del Plata 21 - 0 Old Georgians | Semifinales de bronce - Stade Francais 24 - 12 Sporting RC - Old Macks B 0 - 26 Los Tordos Semifinales de plata - Old John's 17 - 12 Huazihul RC - Old Reds 7 - 5 Old Georgians Semifinales de oro - Old Mackayans 5 - 7 Old Boys - Córdoba Athletic 5 - 12 UNI de Mar del Plata Final de bronce - Stade Francais 17 - 19 Los Tordos Final de plata - Old John's 14 - 19 Old Reds Final de oro - Old Boys 7 - 10 UNI de Mar del Plata |